# Diplazium caudatum
Diplazium caudatum là một loài dương xỉ trong họ Athyriaceae. Loài này được Jermy mô tả khoa học đầu tiên..
Danh pháp khoa học của loài này chưa được làm sáng tỏ. 

## Hình ảnh

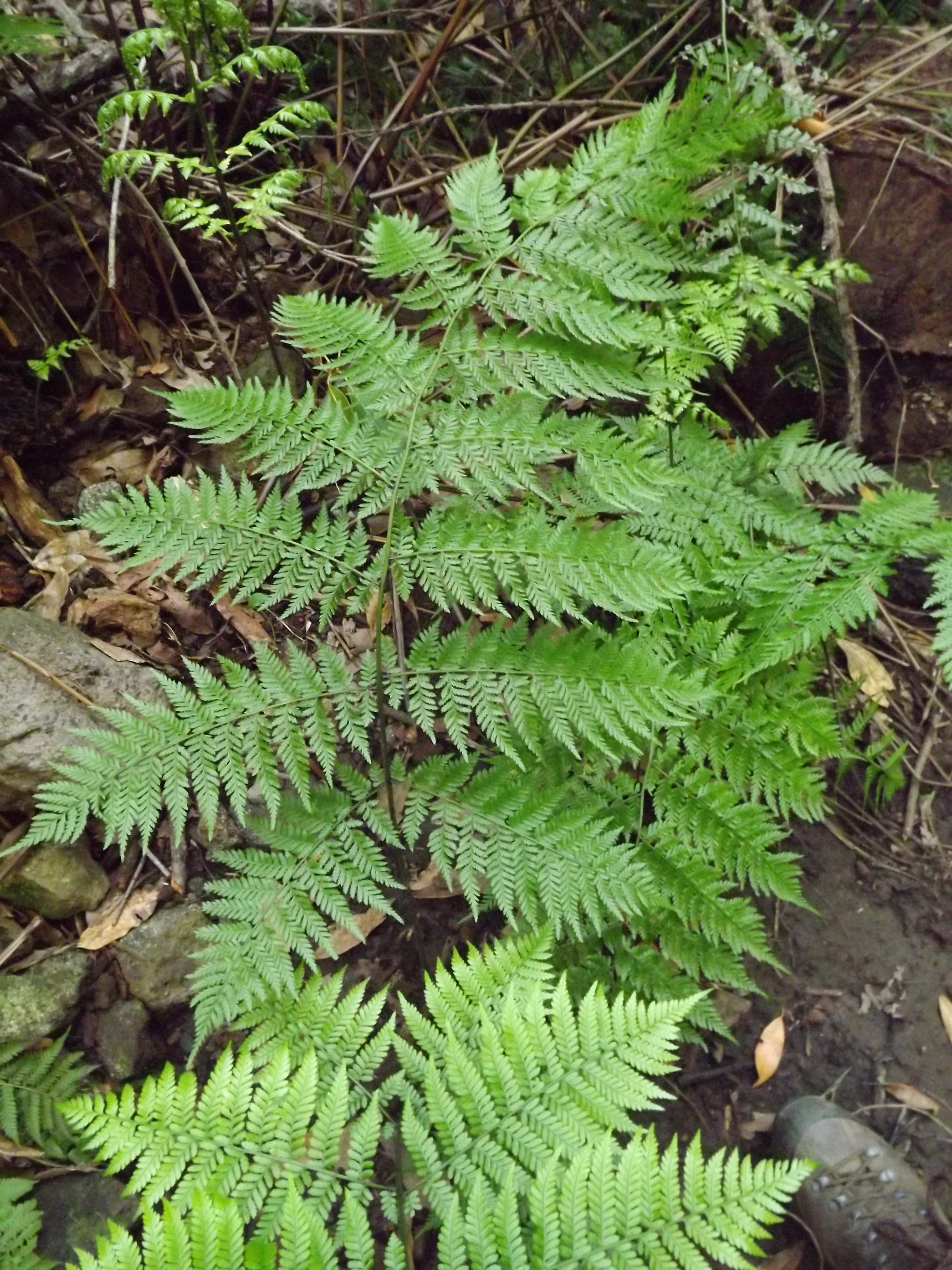
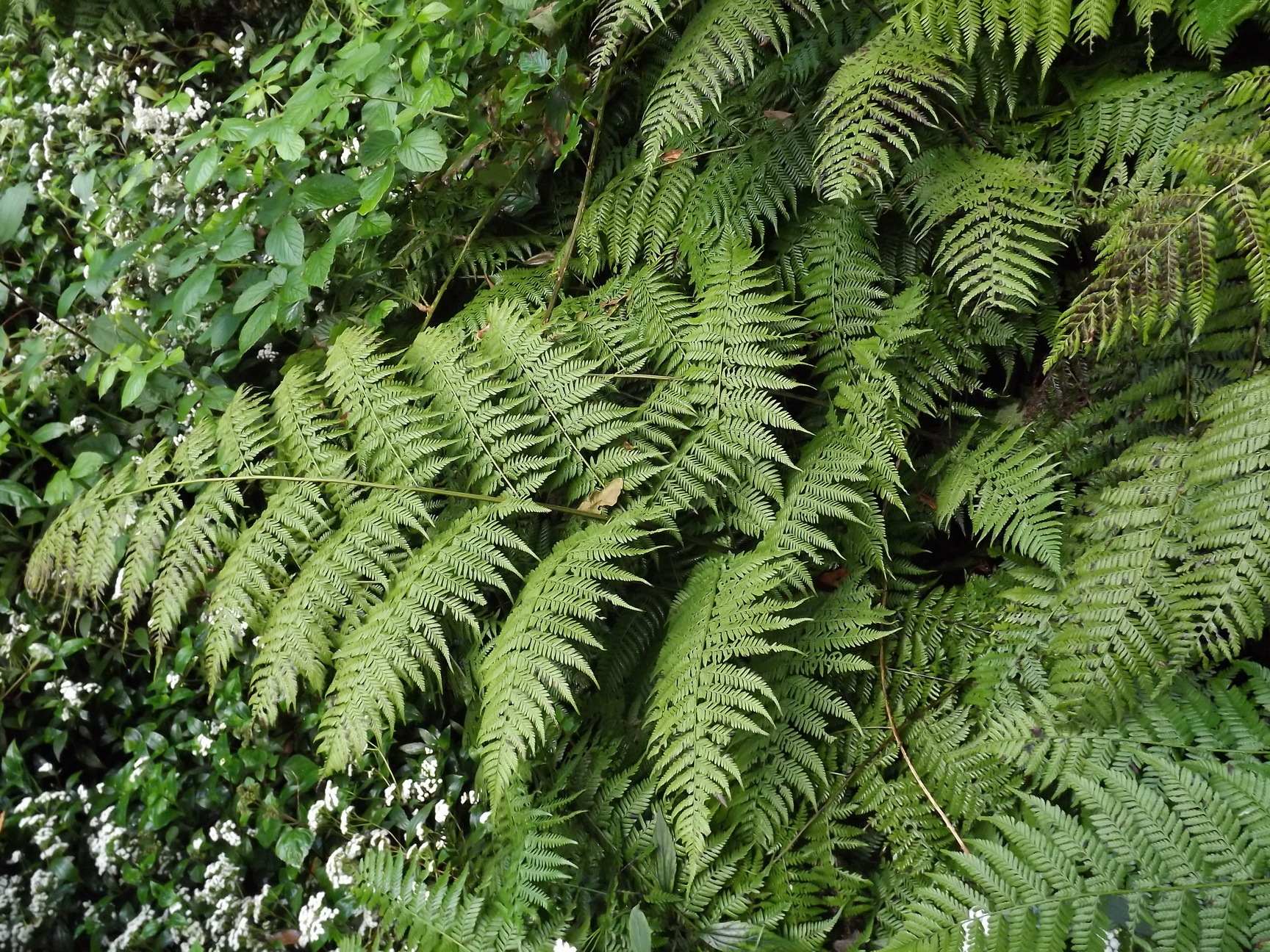